# عبد الله حجازي
عبدالله حسين عبد الله حجاز يُعرف باسم عبد الله حجازي (1945–2024) سياسي ودبلوماسي فلسطيني. عمل مديرًا لمكتب منظمة التحرير الفلسطينية لدى المجر، ثم لدى بولندا. كان عضوًا في المجلس الثوري لحركة فتح، وعضوًا في المجلسين المركزي الفلسطيني والوطني الفلسطيني.

## حياته
وُلد عبد الله حجاز في طولكرم لأسرة من بلدة عنبتا شرق قضاء طولكرم إبان فترة الانتداب البريطاني على فلسطين. كان ممثلًا لمنظمة التحرير الفلسطينية لدى المجر حتى عام 1983، ولدى بولندا بين عامي 1983 و1995. شغل منصب وكيل وزارة السياحة والآثار الفلسطينية بين عامي 1995 و2005.
أسس رابطة خريجي الجامعات والمعاهد البولندية ومقرها في رام الله. عام 2009 انتخب رئيسًا لهيئة المتقاعدين المدنيين واستمر رئيسًا لها حتى وفاته عام 2024.

## وفاته
تُوفي فجر يوم الخميس الموافق 21 مارس 2024 في مستشفى فلسطين التابع لجمعية الهلال الأحمر الفلسطيني في العاصمة المصرية القاهرة. ودُفن في مقبرة منظمة التحرير الفلسطينية بمقابر الغفير.

## أوسمة
في 26 مارس 2011، قلد بوغوسولو أهوديك سفير بولندا لدى السلطة الوطنية الفلسطينية نيابةً عن رئيس بولندا برونيسواف كوموروفسكي حجازي، وسام استحقاق جمهورية بولندا الأسمى.